# Steady Company
Steady Company er en amerikansk stumfilm fra 1915 af Joe De Grasse.

## Medvirkende
- Pauline Bush - Nan Brenner
- Lon Chaney - Jimmy Ford
- Lydia Yeamans Titus - Mrs. Ford